# Shoah en Hongrie
Pour un article plus général, voir Shoah.

La Hongrie en 1920 et en 1941

La Shoah en Hongrie recouvre les persécutions, les déportations et l'extermination subies par les Juifs de Hongrie durant la Seconde Guerre mondiale. Peu après l'invasion allemande de la Hongrie, le 19 mars 1944, les Juifs sont victimes de restrictions. L'armée d'invasion comprend un SS-Sonderkommando dirigé par Adolf Eichmann, qui arrive à Budapest pour superviser la déportation des Juifs du pays vers le camp d'Auschwitz en Pologne occupée. Entre le 15 mai et le 9 juillet 1944, plus de 434 000 victimes juives sont déportées dans 147 convois et la majorité est envoyée à Auschwitz, où environ 80 % sont tués dans les chambres à gaz dès l'arrivée.
Au moment de l'invasion, la population hongroise compte 825 000 Juifs, la plus importante qui existe encore en Europe, à laquelle s'ajoutent des réfugiés juifs venus d'autres régions pour trouver une sécurité relative en Hongrie. Le Premier ministre de Hongrie, Miklós Kállay, s'était montré réticent à les déporter. Adolf Hitler, craignant que la Hongrie ne veuille conclure des accords de paix avec les Alliés, ordonne l'invasion du pays.
En juin 1944, des éléments du rapport Vrba-Wetzler (rédigé en avril par deux évadés d'Auschwitz qui décrivent en détail l'extermination des Juifs dans les chambres à gaz) sont diffusés et la pression diplomatique ainsi que le bombardement des Alliés sur Budapest convainquent Miklós Horthy, régent de Hongrie (en), d'ordonner l'arrêt des déportations le 6 juillet. Les convois s'arrêtent trois jours plus tard et, à ce moment-là, la quasi-totalité des Juifs vivant dans les campagnes hongroises ont été emmenés.
Ces assassinats de masse déconcertent les historiens car ils sont perpétrés au moment où la Seconde Guerre touche à sa fin. Les Alliés ont déjà commencé la libération de l'Europe (le débarquement de Normandie a lieu le 6 juin 1944) et, dans le monde, les gouvernements savent depuis des mois que les Juifs sont assassinés dans des chambres à gaz. La perplexité des historiens se reflète dans les longs débats sur les motivations du Troisième Reich à poursuivre ses opérations et pour déterminer si les gouvernements, journalistes et chefs de communautés auraient dû se mobiliser davantage pour diffuser l'information et désorganiser les massacres.

## Population juive en Hongrie

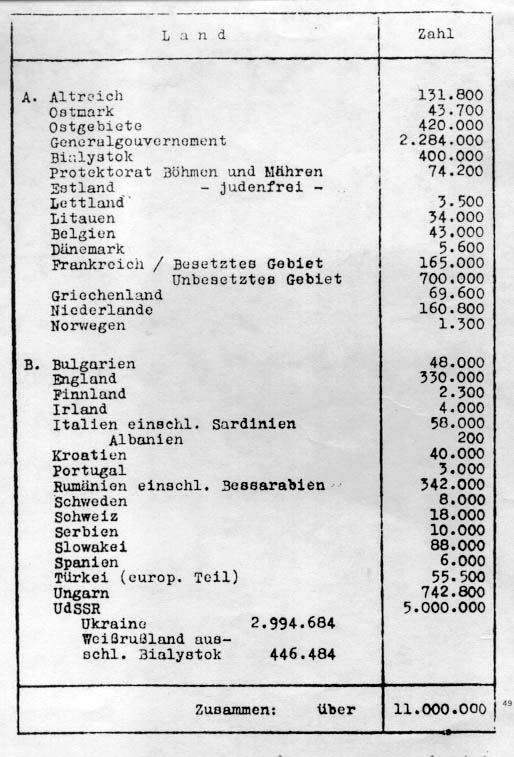
Liste des objectifs de la conférence de Wannsee

D'après le recensement de 1941, la Hongrie compte 14 683 323 habitants, dont 725 005 se considèrent comme Juifs (soit 4,94 %) et 100 000 sont des « Juifs ethniques » qui se considèrent comme chrétiens. Après le traité de Trianon, plus de 400 000 Juifs vivent en Hongrie et 324 000 vivent dans les territoires acquis par la Hongrie en 1938 : 164 000 en Transylvanie du Nord (obtenue de la Roumanie), 146 000 en Haute-Hongrie (obtenue de la Tchécoslovaquie), 78 000 de la Ruthénie subcarpathique, ainsi que 14 000 dans la Bačka et d'autres territoires de la Yougoslavie.
|                 | Budapest | Provinces | Total   | Territoires acquis | Total   | Source |
| --------------- | -------- | --------- | ------- | ------------------ | ------- | ------ |
| Juifs           | 184,453  | 216,528   | 400,981 | 324,026            | 725,007 | [ 11 ] |
| Chrétiens juifs | 62,350   | 27,290    | 89,640  | 10,360             | 100,000 | [ 11 ] |
| Total           | 246,803  | 243,818   | 490,621 | 334,386            | 825,007 | [ 11 ] |

## Occupation allemande

### Invasion
Le 18 mars 1944, Adolf Hitler convoque Miklós Horthy à une conférence en Autriche, où il exige une adhésion plus forte de la Hongrie. Horthy résiste mais ses efforts restent vains. Pendant qu'il est à la conférence, les chars allemands foncent vers Budapest et, le 23 mars, le gouvernement de Döme Sztójay s'installe. Sztójay, parmi les premières mesures, autorise le Parti des Croix fléchées, qui ne tarde pas à s'organiser. Pendant les quatre journées d'interrègne après l'occupation allemande, le ministère de l'Intérieur est confié à Andor Jaross, secondé par László Endre et László Baky, politiciens d'extrême-droite dont l'hostilité aux Juifs est notoire.

### Adolf Eichmann
Adolf Eichmann, envoyé en Hongrie pour superviser les déportations, s'installe avec son personnel à l'hôtel Majestic de Budapest. En moins de huit semaines sont imposés le port de l'étoile jaune, la ghettoïsation et la déportation contre les Juifs, avec l'appui enthousiaste des autorités hongroises, notamment la gendarmerie (csendőrség). Leur programme prévoit d'utiliser quatre trains par jour, composés chacun de 45 wagons à bétail, pour déporter chaque jour 12 000 Juifs vivant dans les campagnes, à partir de mi-mai ; puis, selon le plan, s'ensuivrait la déportation des Juifs de Budapest. Rudolf Höss, premier commandant d'Auschwitz, retourne au camp entre le 8 mai et le 29 juillet 1944 pour surveiller l'arrivée et l'exécution des Hongrois. Les nazis appellent donc ces assassinats Aktion Höss (en français : « opération Höss »).

## Déportations à Auschwitz

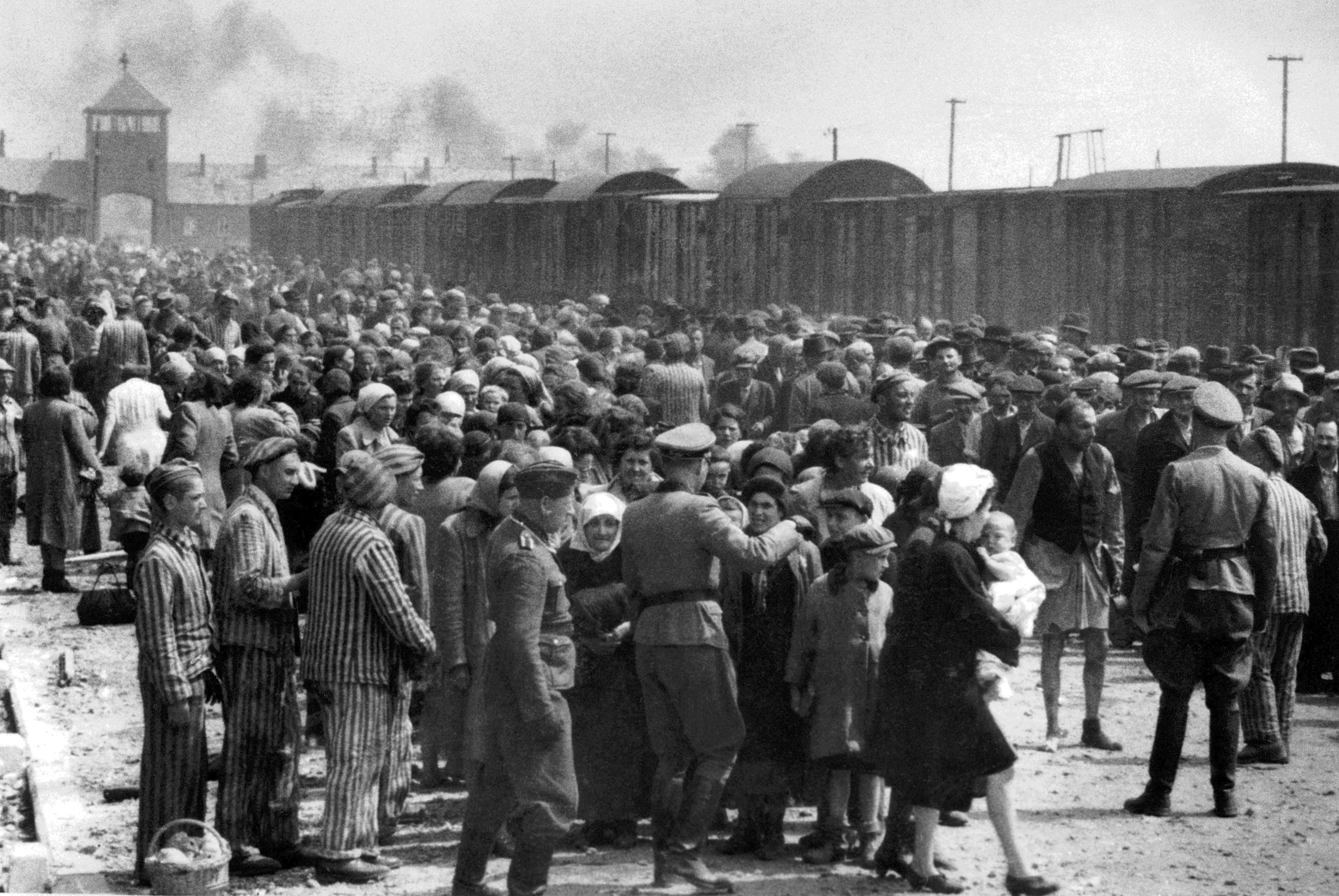
Juifs hongrois arrivant à Auschwitz et subissant la « sélection ».

### Premiers convois
Le premier convoi quitte Budapest le 29 avril 1944 avec, à son bord, 1 800 hommes et femmes âgés de 16 à 50 ans et considérés comme valides pour le travail forcé. Un deuxième train quitte Topoly, le 30 avril, avec 2 000 personnes à bord. Les déportés subissent la « sélection » à Auschwitz : 616 femmes et 486 hommes sont retenus pour le travail forcé, 2 698 sont envoyés en chambre à gaz.

### Déportations de masse
Les déportations de masse (dont la première est organisée par le Reichssicherheitshauptamt) commencent à quitter la Hongrie vers la Pologne le 14 mai 1944. Le gouvernement hongrois est responsable des convois jusqu'à la frontière Nord. Le chef de la station à Košice tient un registre des trains. Le premier train de marchandises passe à Košice le 14 mai. Sur une journée ordinaire, il y a trois ou quatre convois avec, chacun, entre 3 000 et 4 000 victimes à bord. Pendant 33 jours, jusqu'au 16 juin, 109 trains sont envoyés. Plusieurs fois, six trains sont envoyés dans la même journée.
Les premiers trains, qui comprennent chacun entre 40 et 50 wagons, arrivent à Auschwitz le 16 mai. Après avoir retiré leurs affaires, les déportés sont rassemblés par groupes de cinq et emmenés aux fours crématoires. D'après Danuta Czech, dès la première nuit les fours crématoires émettent de la fumée.
D'après la résistance intérieure du camp d'extermination le 15 juillet, 300 000 Juifs de Hongrie sont arrivés au camp, à bord de 113 convois, entre le 16 mai et le 13 juin. Le 9 juillet 1944, d'après László Ferenczy, 147 convois avaient déporté 434 351 Juifs. D'après Edmund Veesenmayer, le nombre s'élève à 437 402,. Environ 80 % des arrivants sont assassinés dès leur arrivée. Comme les fours crématoires ne peuvent pas brûler les corps à cette cadence, des charniers sont creusés. Des photographies prises à Auschwitz (L'Album d'Auschwitz) trouvées après la guerre montrent l'arrivée des Hongrois au camp.

### Sélections
Dans les prisonniers arrivant de Hongrie, 20 % sont gardés en vie pour être exploités soit en tant que travailleurs forcés soit pour des expérimentations médicales. Le 22 mai, puis le 29 mai, 2 000 victimes sont choisies pour être admises dans le camp. Le 28 mai, 963 victimes sont transférées d'Auschwitz I vers le camp de concentration de Mauthausen en Autriche ; le 5 juin, 2 000 autres hongrois sont envoyés à Buchenwald en Allemagne. Le jour suivant, les détenus hongrois dont le numéro commence par A sont déportés à Auschwitz III, camp de travail exploité par IG Farben et 2 000 autres sont envoyés à Mauthausen le même jour et le 13 juillet.
Le 29 mai, Miklós Nyiszli, qui travaille par la suite pour Josef Mengele, est admis avec son épouse et leur fille, même s'ils sont dispersés dans des parties différentes du même camp. Tous les jumeaux présents dans les convois sont sélectionnés : Mengele est connu pour ses expériences sur les jumeaux. Le 17 mai, tous les garçons hongrois nés avec un jumeau sont admis. Le 18 mai, vingt filles et femmes ayant des jumelles sont sélectionnées.

### Rapport Vrba–Wetzler
Juste avant le début des déportations, le rapport Vrba–Wetzler parvient aux Alliés. Ce rapport contient des descriptions détaillées des chambres à gaz et des exactions perpétrées dans les camps. Il est transmis à l'Ústredňa Židov par deux évadés d'Auschwitz, Rudolf Vrba et Alfred Wetzler. Le fils et la belle-fille de Horthy reçoivent tous deux des exemplaires du rapport début mai, avant que ne commencent les déportations en masse. Les renseignements fournis dans le rapport sur l'assassinat des Juifs tchèques à Auschwitz sont diffusés en Allemagne grâce au BBC World Service à midi le 16 juin 1944, assorti de l'avertissement que les Allemands devront en répondre après la guerre. Se fondant sur ce rapport, les différents gouvernements occidentaux, notamment Pie XII le 25 juin, Franklin D. Roosevelt le 26 juin et Gustave V le 30 juin, demandent à Horty de mettre fin aux déportations. Roosevelt émet des menaces de représailles armées et, le 7 juillet, Horthy ordonne d'arrêter l'envoi des trains.

## Initiatives de sauvetage

### Comité d'aide et de sauvetage

#### Joel Brand
Joel Brand, l'un des principaux membres du Comité d'aide et de sauvetage, devient connu pour ses efforts de négociation avec Eichmann dans l'intention de mettre fin aux déportations. Lors d'une réunion avec Brand à Budapest le 25 avril 1944, Eichmann propose d'échanger un million de Juifs contre 10 000 camions des Alliés qu'il utilisera sur le front de l'Est. Eichmann appelle ce projet « sang contre argent ». Grâce à des papiers allemands, Brand se rend en Turquie pour transmettre la proposition à l'Agence juive, mais la négociation tourne court quand les Britanniques arrêtent Brand et laissent filtrer certains détails dans les médias. Le 20 juillet, The Times décrit cette affaire comme « l'une des plus haïssables » de la guerre et un « nouveau degré de fantasme et d'auto-duperie ».

#### Rudolf Kastner
Un autre membre du Comité d'aide et de sauvetage, Rudolf Kastner, participe aux négociations de Brand dans la proposition « sang contre argent » d'Eichmann et il parvient à conclure une affaire séparée avec Kurt Becher pour autoriser 1 685 Juifs à quitter la Hongrie pour aller en Suisse, en contrepartie d'argent et d'autres biens. Ce convoi est surnommé le « train Kastner ». Après-guerre, Kastner a témoigné en faveur de Becher et de certains autres nazis aux procès de Nuremberg.
Il négocie aussi le détournement de la déportation de 18 000 juifs de Hongrie vers le camp de Strasshof en Autriche, au lieu d’Auschwitz,.
Plus tard, Kastner migre en Israël, où il participe au Mapaï et exerce au service presse du ministère du Commerce et de l'Industrie. En 1954, il est poursuivi d'après des accusations de collaboration avec les nazis. Il s'agit du premier grand procès sur la Shoah en Israël.
Kastner est assassiné à Tel Aviv en mars 1957.

### Raoul Wallenberg

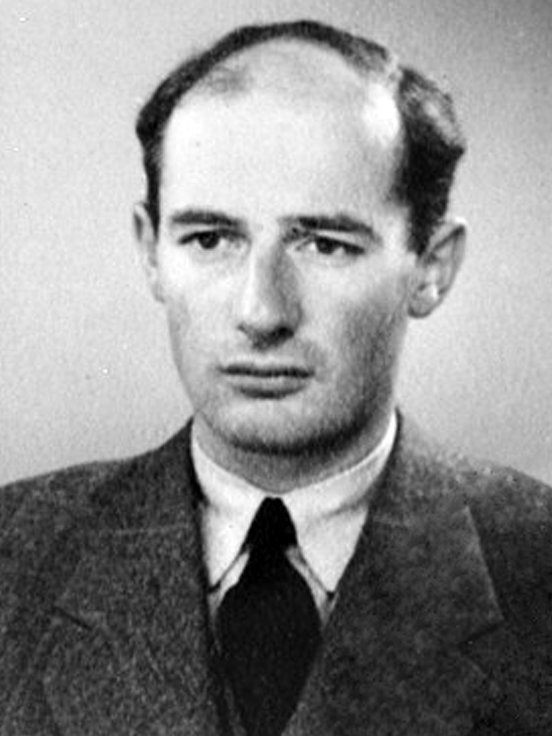
Raoul Wallenberg

Raoul Wallenberg, diplomate suédois, emploie son personnel pour préparer des passeports de protection (Schutzpass) délivrés sous l'autorité de la Suède ; cette initiative sauve des milliers de Juifs en Hongrie entre juillet et décembre 1944. Plusieurs lieux honorent sa mémoire et Yad Vashem lui décerne le titre de « Juste parmi les nations » en novembre 1963.

## Train d'or hongrois
Le train d'or hongrois est un convoi, organisé par les nazis, qui transporte des biens volés, principalement aux Juifs de Hongrie ; il traverse la Hongrie pour rejoindre Berlin en 1945. Le train est saisi par la Septième armée (États-Unis) (en) et par la suite, aucun des biens pillés n'est restitué en Hongrie ni remis aux proches survivants des propriétaires.

## Survivants
Environ 119 000 Juifs sont libérés à Budapest (25 000 dans le petit ghetto « international », 60 000 dans le grand ghetto et 25 000 qui se cachent avec de faux papiers) ; en outre, 20 000 ont survécu aux camps et 5 000 au travail forcé. Randolph Braham estime qu'un peu plus de 564 000 Juifs hongrois sont morts entre 1941 et 1945. La population hongroise compte plus de 800 000 Juifs en 1941-1944 ; environ 255 500 ont survécu.